# Parachela hypophthalmus
Parachela hypophthalmus és una espècie de peix de la família dels ciprínids i de l'ordre dels cipriniformes. Va ser descrit per Pieter Bleeker el 1860. El 1881 Franz Steindachner el va descriure com a Parachela breitensteinii, binomi que es considera com un sinònim.
Els mascles poden assolir els 16,5 cm de longitud total. Es troba a Malàisia, Sumatra i Borneo.